# Ludwik Stefan Gorazdowski

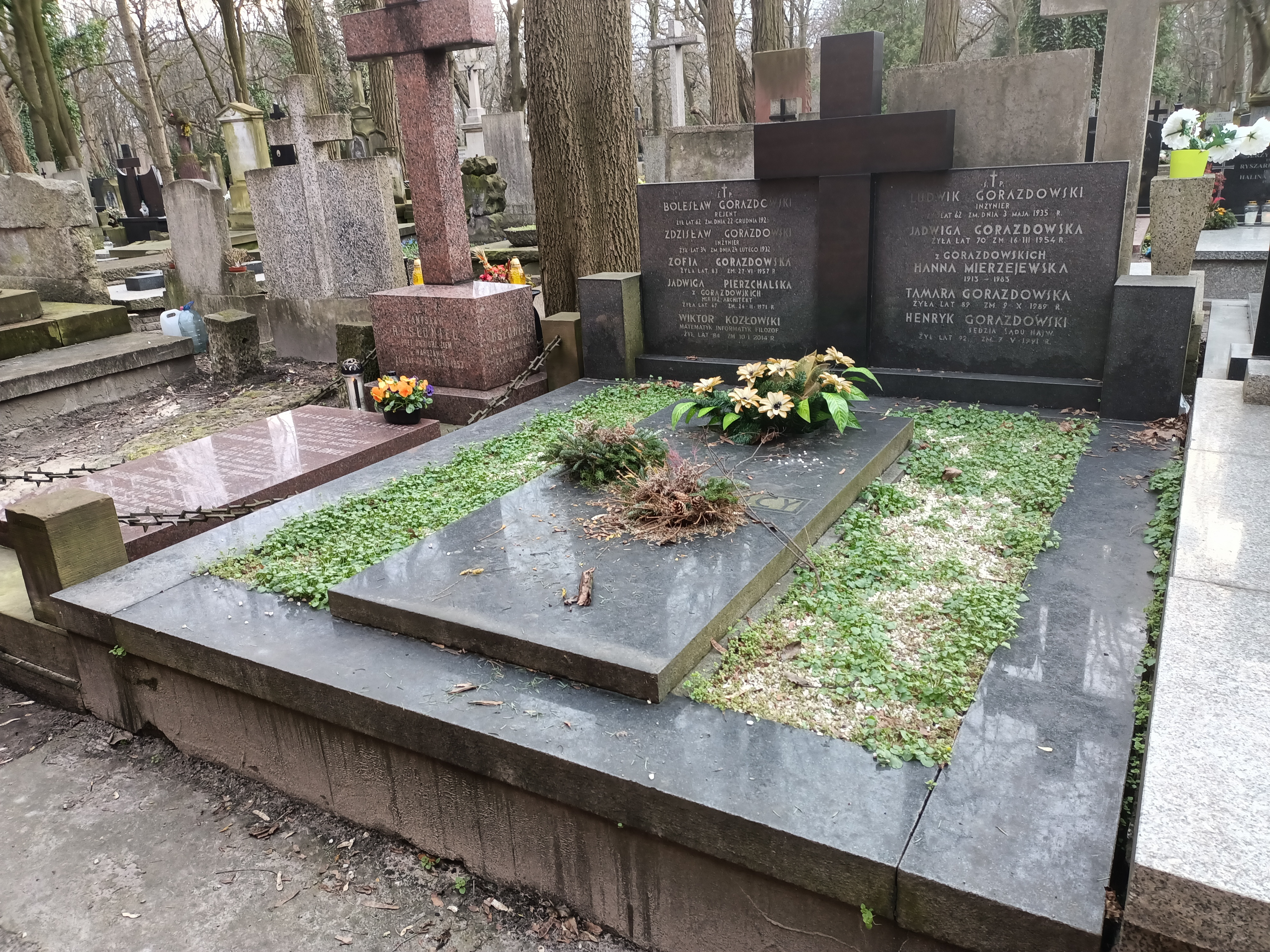
Grób Ludwika Stefana Gorazdowskiego na Cmentarzu Powązkowskim

Ludwik Stefan Gorazdowski (ur. 25 sierpnia 1873 w Siedlcach, zm. 3 maja 1935) – polski inżynier hutnik.

## Życiorys
W 1891 r. ukończył gimnazjum gubernialne w Siedlcach i podjął studia na wydziale przyrodniczym Cesarskiego Uniwersytetu Warszawskiego. W 1895 r. uzyskał tytuł doktora za pracę o pokładach wapiennych w Tatrach. Od 1897 r. kontynuował studia na Akademii Górniczej we Freibergu w Saksonii, a po ich ukończeniu w 1902 objął stanowisko naczelnika pieców martenowskich w zakładach hutniczych Nikopol-Mariupol. Zamieszkał w Sartanie (dziś dzielnica Mariupola w obwodzie donieckim) na Ukrainie. W 1914 r. objął stanowisko dyrektora zakładów górniczych w Starachowicach, a w 1919 r. dyrektora Głównego Urzędu Zaopatrywania Armii, zaś w 1924 r. dyrektora wydziału administracyjnego Banku Polskiego w Warszawie, dokąd przeniósł się wraz z całą rodziną: żoną Jadwigą Gabrielą (1884–1954), synami Tadeuszem i Stefanem oraz córkami Hanną (1912–1988) i Marią.
Pochowany na cmentarzu Powązkowskim w Warszawie (kwatera 270-1-13,14).